# Controvérsia da queima do Alcorão de 2010

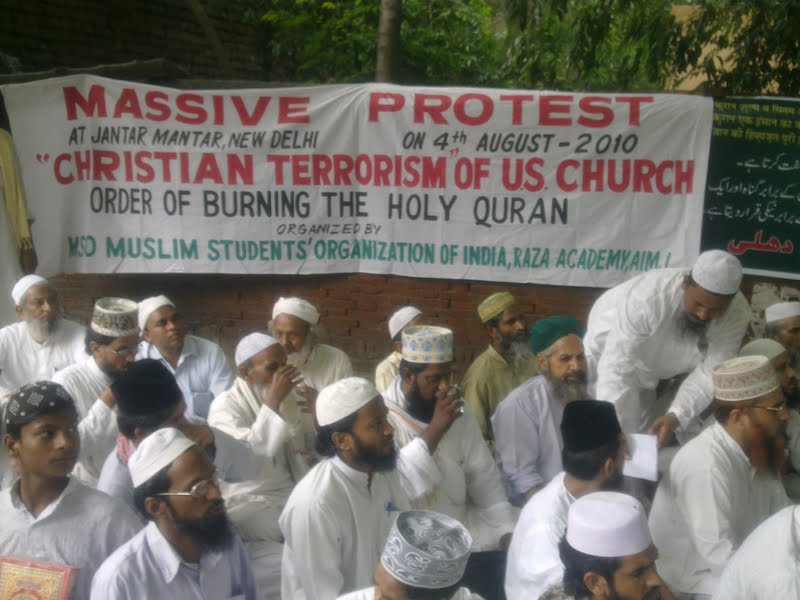
Manifestantes protestam contra a queima do Alcorão na Índia.

A controvérsia da queima do Alcorão de 2010 foi referente a uma tentativa de incendiar alguns exemplares do livro sagrado Alcorão planejada pelo líder da pequena igreja não denominacional Dove World Outreach Center, o pastor Terry Jones, em protesto contra a construção da mesquita Park51 próxima ao Marco Zero dos ataques de 11 de setembro e receberia o título de Dia Internacional da Queima do Alcorão.

## Reações
Os bombeiros de Gainesville não autorizaram a queima do Alcorão no recinto da Igreja e nem a céu aberto por não ser permitido na cidade a queima de objetos devido ao perigo de incêndio e risco de ferir civis.
O evento foi seguido por milhares (fãs, críticos e outros) em comunidade do Facebook.
Logo após o evento foi anunciada a Associação Nacional de Evangélicos recomenda-se que o evento fosse cancelado. A Aliança Evangélica Mundial "pede aos países vizinhos muçulmanos de reconhecer que os planos anunciados por um grupo de Florida para queimar exemplares do Corão em 11 de setembro não representam a vasta maioria dos cristãos. "Ele desonra a memória daqueles que morreram nos ataques de 11 de setembro e perpetua a violência inaceitável". O evento é amplamente condenada por líderes religiosos americanos.
Em Faizabad, no nordeste do Afeganistão, uma multidão atacou a base da OTAN, uma pessoa morreu durante o conflito.
Na Indonésia, o presidente Susilo Bambang Yudhoyono, advertiu em um discurso televisionado que os planos para queimar o Alcorão ameaçava a paz mundial.
No Irão/Irã, o presidente Mahmoud Ahmadinejad disse que o plano é uma conspiração sionista que é contra os ensinamentos de todos os profetas divinos.
No Iraque, o grão-aiatolá Ali al-Sistani disse que a ameaça de Jones era uma "expressão de ódio ao Islã", mas pediu calma nas reações.
No Líbano, o presidente Michel Suleiman, denunciou os planos dizendo que condena o anúncio de um grupo religioso nos Estados Unidos da sua intenção de abertamente queimar exemplares do Corão. Queimar o livro sagrado do Islã é uma clara contradição com os ensinamentos das três religiões abraâmicas e de diálogo entre as três religiões (cristianismo, judaísmo e islamismo). O cristianismo ensina amor e respeito uns pelos outros e as pessoas devem refletir sobre isso.
Na Palestina, Faixa de Gaza, o primeiro-ministro do Hamas Ismail Haniyeh chamou Terry Jones de pastor louco que reflete uma atitude louca ocidental com relação ao Islã e da nação muçulmana".
Nos Estados Unidos, o presidente dos Barack Obama pediu Jones desistir de queimar o Alcorão, o livro sagrado do Islã, pois tal atitude poderia colocar em risco tropas americanas no Afeganistão e incentivar radicais islâmicos da Al-Qaeda.
O Vaticano advertiu que queimar o Corão seria uma grave ofensa.

## Fatos sobre Terry Jones
Terry Jones fundou a Dove World Outreach Center uma pequena congregação em Gainesville, Florida, com cerca de 50 membros. A igreja é liderada por ele e por sua mulher, Sylvia. A igreja ganhou notoriedade no final do ano 2000 por suas mensagens homofóbicas e islamofóbicas. Em 2009, a Dove World colocaram um sinal no seu gramado que afirmou, em grandes letras vermelhas "O Islã é do diabo". Os membros da igreja, também enviaram seus filhos para o novo ano escolar com uma camiseta a dizer na frente "Respondeu Jesus: Eu sou o caminho, e a verdade e a vida, ninguém vai ao Pai senão por mim. Estou na confiança com a Dove Outreach Center e nas costas "o Islã é do diabo". Jones afirmou que pretende conversar com o Imame Feisal Abdul Rauf sobre a construção da mesquita Park51. No dia 11 de setembro de 2010, Jones afirmou definitivamente que não pretende mais queimar o Alcorão.